# سیارک ۳۵۷۰
سیارک ۳۵۷۰ (به انگلیسی: 3570 Wuyeesun، نامگذاری:1979XO) سه هزار و پانصد و هفتادمین سیارک کشف شده‌است که در ۱۴ دسامبر ۱۹۷۹ کشف شد.
قدر مطلق سیارک برابر ۱۱٫۴۰ است.